# Pseudoparlatoria serrulata
Pseudoparlatoria serrulata är en insektsart som beskrevs av Townsend och Cockerell 1898. Pseudoparlatoria serrulata ingår i släktet Pseudoparlatoria och familjen pansarsköldlöss. Inga underarter finns listade i Catalogue of Life.